# Fiji Museum

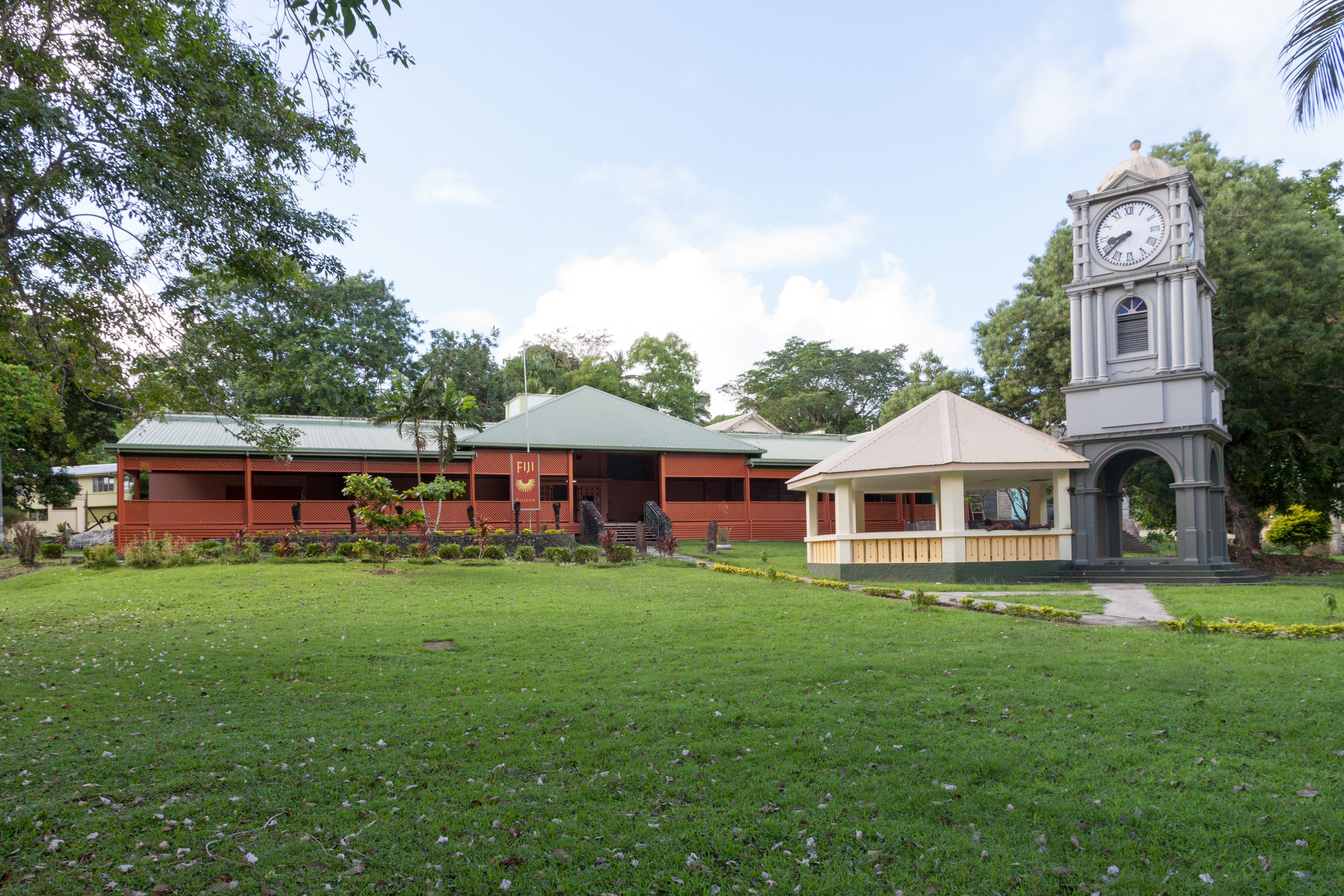
Das Fiji Museum mit dem Clock Tower

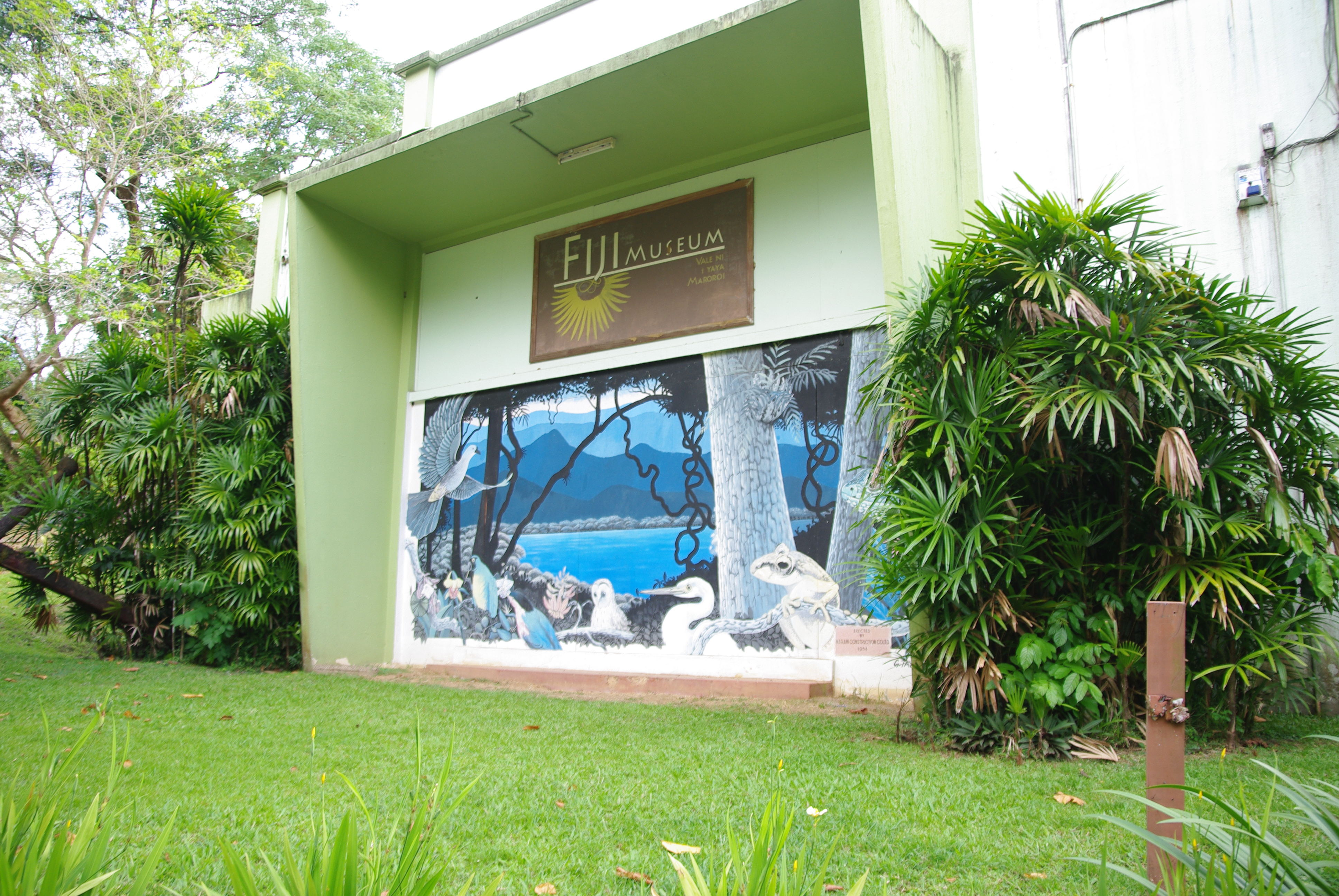
Fiji Museum in Suva, Rückseite zu den Thurston Gardens

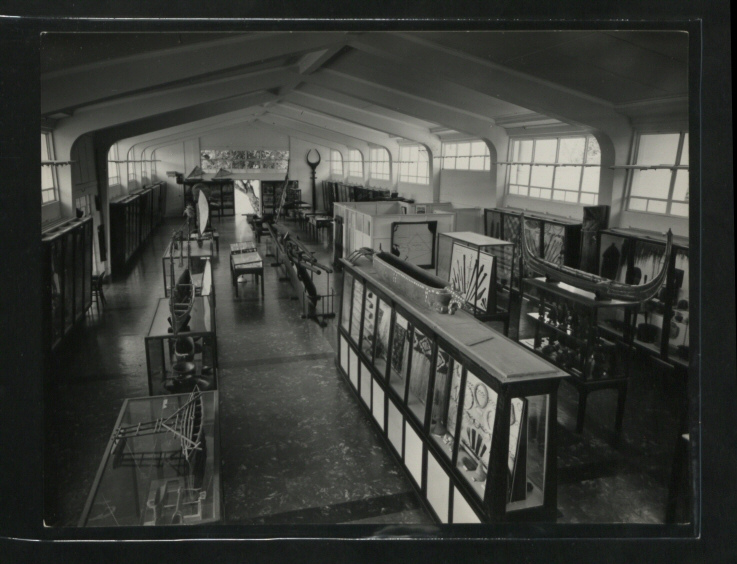
Innenansicht des Fiji Museum zur Zeit der Eröffnung

Das Fiji Museum (Fidschi-Museum) ist ein 1955 eröffnetes Völkerkundemuseum in Suva, Fidschi, gelegen in den Botanischen Gärten Thurston Gardens.

## Beschreibung
Das Museum beherbergt eine große archäologische Sammlung im zeitlichen Umfang von 3.700 Jahren sowie als Volkskundemuseum Relikte der indigenen Kulturgeschichte. Besonderheiten sind z. B. Ausstellungsobjekte wie das Heckruder der Bounty oder das mit dem Namen „Ratu Finau“ bekannte zweite noch heute erhaltene Drua, einem fidschianischen Doppel-Auslegerkanu (wangga ndrua).
Bedeutende Direktoren, die das Museum zu einer Forschungseinrichtung ausbauten, waren R. A. Derrick, B. Palmer und Fergus Clunie, heutige Direktorin ist Sagale Buadromo.
Rechtsgrundlage ist der Fiji Museum Act and the Preservation of Objects of Archaeological & Palaeontological Interest Act. Dem Museum wurde durch den Staat Fidschi auch die Abwicklung neuerer archäologischer und anthropologischer Forschungsgesuche insbesondere ausländischer Institutionen übertragen.
Das Museum beheimatete das Sekretariat der Pacific Islands Museums Association (PIMA) bis 2006, das danach seinen Sitz in Port Vila, Vanuatu hat.
Eine Zusammenarbeit besteht mit dem Museum Victoria in Melbourne, die Teile ihrer Sammlungen online vorstellen.

## Exponate

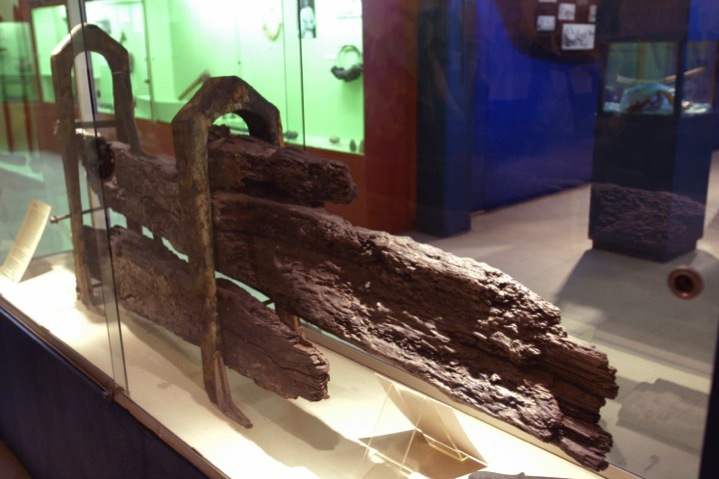
Heckruder der HMS Bounty
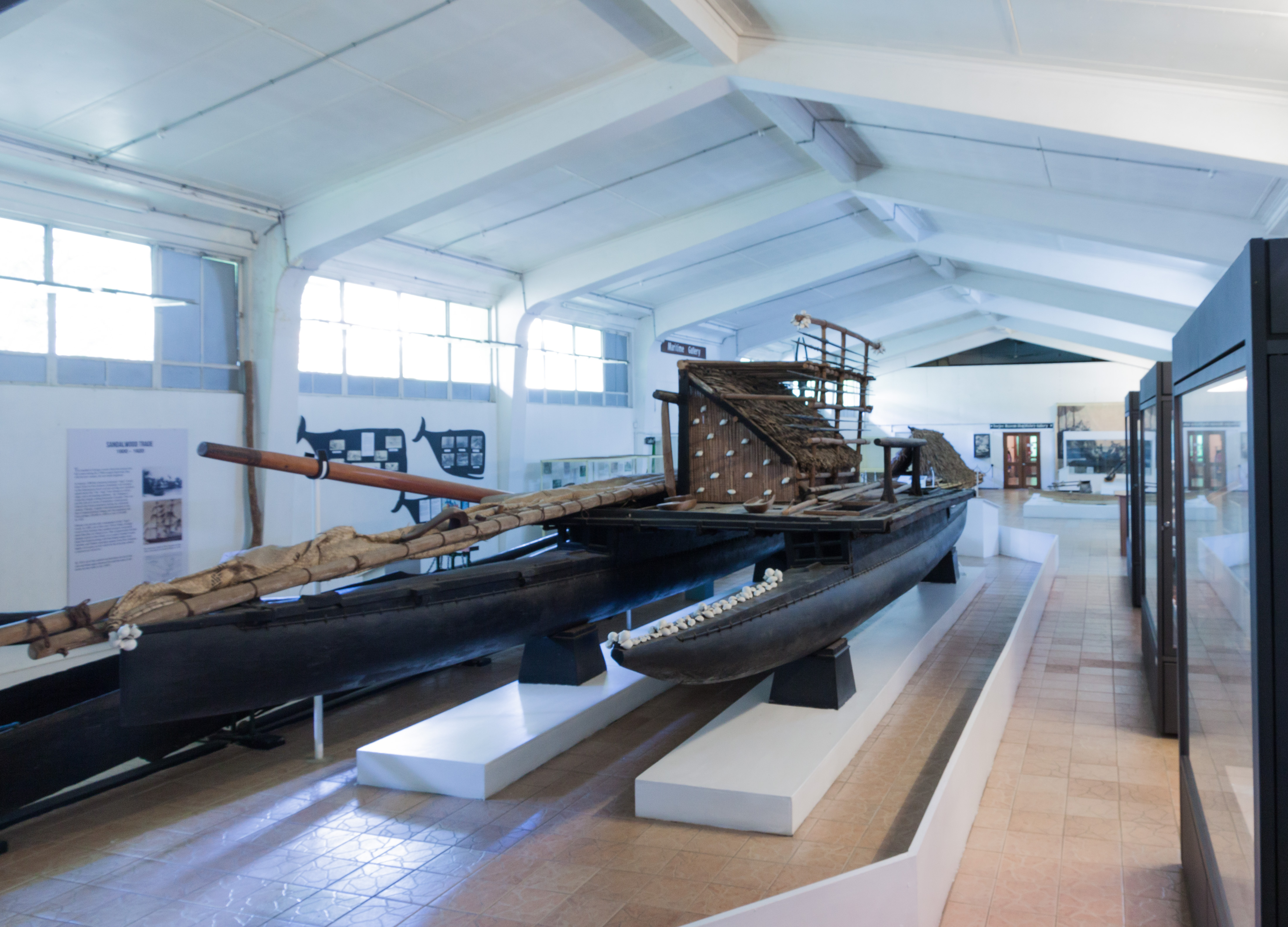
Drua, seetüchtiges Doppel-Auslegerkanu
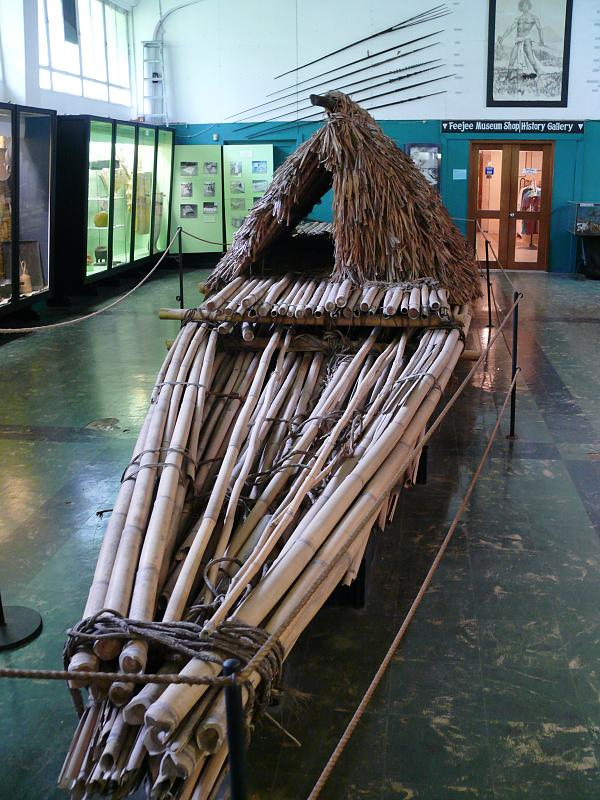
Ruderboot
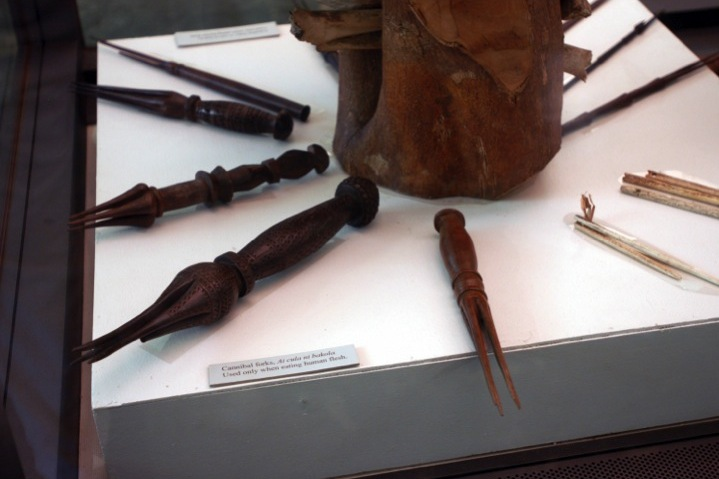
Kannibalistische Essgabeln, das Berühren des menschlichen Fleisches mit Händen unterlag einem Tabu

## Veröffentlichungen
- Bulletin of the Fiji Museum. 1.1973ff. ZDB-ID 919885-4
- Domodomo The Scholarly Journal of the Fiji Museum. 1.1983ff. ZDB-ID 28267-4